# Cuello
Cuello ist eine Maya-Ruine in der Nähe von Orange Walk Town in der Provinz Orange Walk in Belize (Mittelamerika). Die ältesten Siedlungsspuren gehen zurück auf das Jahr 1200 v. u. Z.
Cuello besitzt Tempel, Plazas, einen kleinen Palast, Wohngebäude und zwei unterirdische Vorratskammern. Durch den Fund von Jadeperlen aus einem 400 Kilometer entfernten Gebiet konnte auch Fernhandel nachgewiesen werden (ca. 600 v. u. Z.).
In der Neuzeit wurde Cuello erstmals im Jahr 1973 von Norman Hammond wiederentdeckt. Der Name „Cuello“ ist kein Maya-Name, sondern kommt von der naheliegenden Rumbrennerei „Cuello Brothers Distillery“, auf deren Grundstück die Maya-Ruinen gefunden wurden.